# Campeonato Paraibano de Futebol de 1944
O Campeonato Paraibano de Futebol de 1944 foi a 35ª edição do campeonato, organizado e dirigido pela Federação Desportiva Paraibana. Contou com a participação de 7 times e ao final, o Botafogo de João Pessoa conseguiu o seu quarto título paraibano.

## Participantes
O campeonato estadual de 1944 contou com 7 participantes<ref>Composition of the Championships. Disponível em , foram eles:
| Clube                     | Cidade         |
| ------------------------- | -------------- |
| 19 de Março Esporte Clube | João Pessoa    |
| Botafogo Futebol Clube    | João Pessoa    |
| Dolaport Esporte Clube    | João Pessoa    |
| Felipeia Esporte Clube    | Bayeux         |
| Industrial                | Santa Rita     |
| Palmeiras Sport Club      | João Pessoa    |
| Treze Futebol Clube       | Campina Grande |

## Vencedor
| Campeonato Paraibano de Futebol de 1944    |
| ------------------------------------------ |
| Botafogo Futebol Clube Campeão (4º título) |